# Població humana
|  | Aquest article tracta sobre un grup d'organismes o persones. Vegeu-ne altres significats a «població estadística». |

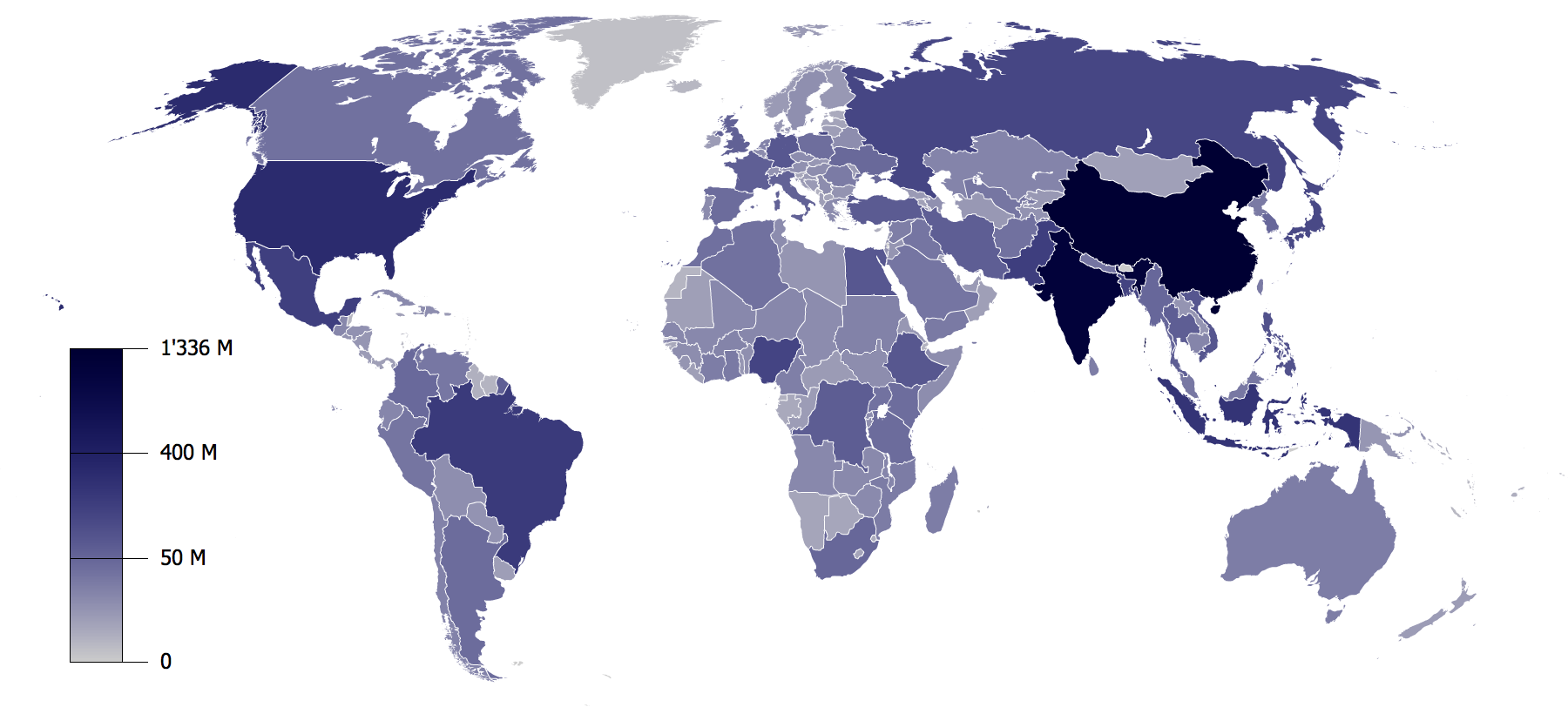
Mapa dels estats del món per població

En sociologia i biologia, una població és un grup de persones o organismes d'una espècie en particular que viuen en una àrea o espai específic el nombre dels quals es determina per mitjà d'un cens.
En biologia, s'estudien les poblacions animals i vegetals en una branca de l'ecologia coneguda com a biologia poblacional i en la genètica de poblacions. En la dinàmica de població, s'estudia la grandària, l'estructura d'edat i sexe, la mortalitat, el comportament reproductiu i la taxa de creixement. Una metapoblació és una agrupació de subpoblacions d'una àrea específica en què els individus de les diverses subpoblacions poden creuar les àrees inhabitables de la regió. La dispersió biològica és un dels elements claus que afecten aquestes poblacions.
La demografia és l'estudi de les poblacions humanes. Diversos aspectes del comportament humà en les poblacions s'estudien en la sociologia, economia i geografia. L'estudi de les poblacions fa ús de les lleis de la probabilitat i estadística i, per tant, les conclusions dels estudis són representatives del grup en conjunt i no d'un individu en particular.

## Conceptes demogràfics de la població

Mapa dels estats del món per densitat de població

Una piràmide poblacional de l'Afganistan

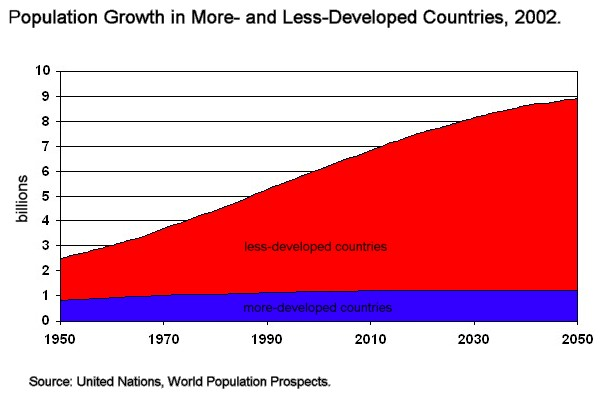
Creixement poblacional dels països en vies de desenvolupament (vermell) i desenvolupats (blau)

### Densitat de població
Article principal: Densitat de població.
La densitat de la població s'amida dividint el nombre total de la població entre l'àrea de la regió en què viuen. En biologia, aquest concepte s'utilitza en conjunció amb la població absoluta per a determinar un possible vòrtex d'extinció, ja que les densitats baixes de població duen a una fertilitat reduïda en allò que es coneix com a efecte Allee. En demografia, la densitat de població és el nombre d'individus per unitat d'àrea (que pot incloure'n o excloure'n les àrees agrícoles o productives), i es calcula per municipis, ciutats, països, territoris, estats o per al món.
Els estats amb la més alta densitat de població són microestats: Mònaco, Singapur, la Ciutat del Vaticà i Malta. Això és degut al fet que són ciutats estat, en què l'activitat agrícola és pràcticament inexistent.

### Piràmide poblacional
La distribució d'edat i sexe d'una població d'una regió o nació sovint es representa per mitjà d'una piràmide de població o piràmide poblacional. Aquesta piràmide està formada per dos gràfics, un per cada grup (l'un per a homes, i l'altre per a dones); l'eix X mostra el nombre de la població, i l'eix Y mostra les cohorts (sovint, agrupacions de 5 anys de la població per edat; per exemple: 0-5 anys, 5-10 anys...).
Aquest tipus de gràfic mostra el desenvolupament de la població amb el pas del temps. Els països amb una taxa de mortalitat infantil baixa i una esperança de vida alta produiran una figura més rectangular. Una figura pròpiament piramidal és representativa d'un país majoritàriament jove (altes taxes de natalitat i, alhora, altes taxes de mortalitat adulta; la població no envelleix). Les piràmides poblacionals poden ser classificades en:
- piràmides estacionàries: un gràfic en què les taxes de mortalitat i fertilitat no canvien amb el temps,
- piràmides progressives: un gràfic amb una alta taxa de natalitat i una alta taxa de mortalitat,
- piràmide regressiva: un gràfic que mostra una taxa de natalitat baixa o negativa i, alhora, una baixa taxa de mortalitat (que es tradueix en una major esperança de vida).

### Taxa de creixement poblacional
En demografia, la taxa de creixement poblacional és el canvi percentual anual en la població, com a resultat del balanç entre naixements i morts d'un país, així com del balanç entre immigrants i emigrants. Aquesta taxa pot ser positiva o negativa. En general, la taxa de creixement poblacional humà ha estat disminuint arreu del món, però encara és elevat a l'Orient Pròxim i l'Àfrica. Altres països mostren una taxa de creixement negativa (és a dir, la població disminueix amb el temps), especialment a l'Europa central i oriental (atès les baixes taxes de fertilitat) i a l'Àfrica del Sud (atès el nombre elevat de morts relacionades amb la sida).

## Població mundial
Vegeu l'article principal població mundial

Població mundial al llarg de la història

D'acord amb les estimacions publicades per l'Oficina d'Estadística dels Estats Units, la població del món el febrer del 2006 era de 6.500 milions d'habitants. La població mundial ha crescut de manera sorprenent i sense precedents durant el segle xx, s'ha duplicat en només 38 anys:
- El 1802, la població era de 1.000 milions d'habitants
- 125 anys després (1927), era de 2.000 milions d'habitants
- 24 anys després (1961), era de 3.000 milions d'habitants
- 13 anys després (1974), era de 4.000 milions d'habitants
- 13 anys després (1987), era de 5.000 milions d'habitants
- 12 anys després (1999), era de 6.000 milions d'habitants
- 12 anys després (2011), era de 7.000 milions d'habitants